# Италијанска оклопњача Ре д'Италија
Ре Диталија (итал. Re d'Italia, краљ Италије) је била италијанска оклопњача класе Ре Диталија. Поринута је у Њујорку 1863. г.
Брод је потопљен 1866. током Вишке битке када га је пробио аустријски адмиралски брод Фердинанд Макс.